# Pasiphaé (lune)
Pour les articles homonymes, voir Pasiphaé (homonymie).
Pasiphaé est un satellite naturel de Jupiter.

## Caractéristiques physiques
Pasiphaé est un petit satellite. En supposant qu'il possède un albédo de 0,04, similaire à d'autres Satellites naturels de Jupiter,, sa magnitude visuelle de 17,0 conduit à un diamètre moyen de 60 km. Pasiphaé est donc le plus grand satellite rétrograde de Jupiter, et le troisième plus grand satellite irrégulier après Himalia et Élara.
Par calcul, la masse de Pasiphaé est estimée à environ 3,0 × 1017 kilogrammes.
Le spectre infrarouge de Pasiphaé ne possède pas de caractéristique notable, fait cohérent avec son origine astéroïdale supposée. On pense que Pasiphaé est un fragment d'un astéroïde capturé par Jupiter, de même que les autres membres du groupe de Pasiphaé,. Dans le spectre visible, le satellite est gris (indices de couleur B-V=0,74, R-V=0,38) similaire à un astéroïde de type C.

## Orbite
Pasiphaé orbite Jupiter sur une orbite rétrograde, très inclinée et fortement excentrique. Il donne son nom au groupe de Pasiphaé, un groupe de satellites irréguliers et rétrogrades qui orbitent autour de Jupiter sur des demi-grands axes compris entre 22 800 000 et 24 100 000 km, des inclinaisons de 144,5 à 158,3° par rapport à l'équateur de Jupiter,, et dont il est le plus grand membre.
Pasiphaé est également en résonance orbitale avec Jupiter.

Diagramme illustrant l'orbite des satellites irréguliers rétrogrades de Jupiter. Le groupe de Pasiphaé est visible sur le centre-haut.
Diagramme illustrant l'inclinaison des membres du groupe de Pasiphaé en fonction du demi-grand axe.

## Historique

### Découverte
Pasiphaé fut découvert par Philibert Jacques Melotte à l'observatoire royal de Greenwich le 28 février 1908. Un examen de plaques photographiques antérieures permit de le retrouver sur des plaques datant du 27 janvier 1908.

### Dénomination
Pasiphaé porte le nom de Pasiphaé, personnage de la mythologie grecque; Pasiphaé était reine de Crète, femme de Minos et mère du Minotaure.
Pasiphaé ne reçut pas de nom officiel avant 1975, en même temps que huit autres satellites de Jupiter (le premier lot de satellites à avoir été officiellement nommé par l'Union astronomique internationale). Avant cela, Pasiphaé était simplement désigné par Jupiter VIII. Il ne portait pas non plus de désignation provisoire, le système actuel n'ayant été mis en place qu'après sa désignation officielle.
Juste après sa découverte, cependant, il n'était pas clair s'il s'agissait d'un astéroïde ou d'un satellite de Jupiter et Pasiphaé reçut une désignation astéroïdale provisoire : 1908 CJ. Cette nature fut éclaircie par la suite.